# Carla Capponi
Carla Capponi alias la pequeña joven inglesa (7 de diciembre de 1918, Roma; 24 de noviembre de 2000, Zagarolo) fue una partisana y política italiana a quien se le otorgó la Medalla de Oro al Valor Militar por su participación en la Resistencia italiana durante la Segunda Guerra Mundial.

## Biografía
Carla Capponi creció en Roma, siendo la hija mayor de su familia. Cursó estudios en el Liceo Ginnasio Ennio Quirino Visconti. En 1940 su padre que era ingeniero en minas falleció y sus tres hermanas tuvieron que salir a trabajar.

### Resistencia italiana
Cuando los alemanes ocupan Italia, ella se enrola en el Partido Comunista Italiano y comienza a participar en la resistencia. Un camarada la describió en estos términos "esta joven rubia que sale de noche a matar alemanes... portando armas, primera entre los primeros, ella participó en docena de acciones, distinguiéndose en forma extraordinaria." Durante la guerra era conocida por el mote de "la pequeña joven inglesa" (Inglesina).
Entre sus primeras acciones de importancia estuvo el asesinato de un oficial alemán que salía del Hotel Excelsior en Roma llevando un portafolios con los planes de defensa de la ciudad. Capponi describió la acción:
"Fue una experiencia traumática. Estuve a punto de llamarle, para que se diera vuelta... pero sabía que estaba armado. Parecía imposible que dada mi forma de ser pacífica, contraria a toda forma de violencia, yo fuera a empuñar un arma, apuntarle y dispararle en la espalda. Tomé su portafolios. Estaba en shock... Comencé a correr por la calle aun empuñando la pistola... Llovía y las lagrimas me corrían por el rostro... Luego del shock inicial, y especialmente debido a que nuestros camaradas estaban siendo arrestados y torturados, todos nuestros escrúpulos fueron reemplazados por una firme determinación de pelear por nuestra causa."
Rápidamente Carla ascendió hasta ser la vicecomandante de una escuadrilla de Gruppi di azione patriottica.

### Luego de la guerra
El 22 de septiembre de 1944, Capponi contrajo matrimonio con Rosario Bentivegna, quien había peleado a su lado en la resistencia. En 1945, tuvieron una hija a la que llamaron Elena. La pareja se divorció en 1974.
En 1953, fue elegida Diputada como miembro del Partido Comunista Italiano. Carla fue diputada durante dos periodos, desde 1953 a 1958 y posteriormente desde 1972 a 1976. Ella también formó parte del comité ejecutivo de la Asociación Nacional de Partisanos Italianos hasta su fallecimiento en el 2000.
Capponi fue distinguida con la Medalla de Oro al Valor Militar. Carla fue una de las doce mujeres italianas a las cuales se les confirió ese honor.